# Yeremy Pino
Yeremy Jesús Pino Santos (sinh ngày 20 tháng 10 năm 2002) là một cầu thủ bóng đá chuyên nghiệp người Tây Ban Nha hiện thi đấu chủ yếu ở vị trí tiền đạo cho câu lạc bộ La Liga Villarreal và đội tuyển quốc gia Tây Ban Nha.

## Thống kê sự nghiệp

### Câu lạc bộ
Tính đến ngày 9 tháng 11 năm 2022
| Club         | Season       | League           | League | League | Copa del Rey | Copa del Rey | Continental | Continental | Other | Other | Total | Total |
| Club         | Season       | Division         | Apps   | Goals  | Apps         | Goals        | Apps        | Goals       | Apps  | Goals | Apps  | Goals |
| ------------ | ------------ | ---------------- | ------ | ------ | ------------ | ------------ | ----------- | ----------- | ----- | ----- | ----- | ----- |
| Villarreal C | 2019–20      | Tercera División | 20     | 3      | —            | —            | —           | —           | —     | —     | 20    | 3     |
| Villarreal   | 2020–21      | La Liga          | 24     | 3      | 4            | 3            | 9           | 1           | —     | —     | 37    | 7     |
| Villarreal   | 2021–22      | La Liga          | 31     | 6      | 1            | 0            | 7           | 1           | 1     | 0     | 40    | 7     |
| Villarreal   | 2022–23      | La Liga          | 13     | 1      | 0            | 0            | 6           | 0           | —     | —     | 19    | 1     |
| Villarreal   | Total        | Total            | 68     | 10     | 5            | 3            | 22          | 2           | 1     | 0     | 96    | 15    |
| Career total | Career total | Career total     | 88     | 13     | 5            | 3            | 22          | 2           | 1     | 0     | 116   | 18    |

1. ↑  Appearances in UEFA Europa League
2. ↑  Appearances in UEFA Champions League
3. ↑  Appearance in UEFA Super Cup
4. ↑  Appearances in UEFA Europa Conference League

### Quốc tế
Tính đến ngày 18 tháng 6 năm 2023
| Đội tuyển quốc gia | Năm  | Trận | Bàn |
| ------------------ | ---- | ---- | --- |
| Tây Ban Nha        | 2021 | 2    | 0   |
| Tây Ban Nha        | 2022 | 5    | 1   |
| Tây Ban Nha        | 2022 | 4    | 1   |
| Tổng               | Tổng | 11   | 2   |

Bàn thắng và kết quả của Tây Ban Nha được để trước.
| # | Ngày                | Địa điểm                                   | Số trận | Đối thủ | Bàn thắng | Kết quả | Giải đấu                    |
| - | ------------------- | ------------------------------------------ | ------- | ------- | --------- | ------- | --------------------------- |
| 1 | 29 tháng 3 năm 2022 | Sân vận động Riazor, A Coruña, Tây Ban Nha | 4       | Iceland | 3–0       | 5–0     | Giao hữu                    |
| 2 | 15 tháng 6 năm 2023 | De Grolsch Veste, Enschede, Hà Lan         | 10      | Ý       | 1–0       | 2–1     | UEFA Nations League 2022–23 |